# Gelis ferruginosus
Gelis ferruginosus là một loài tò vò trong họ Ichneumonidae.